# خانواده موسکات
خانواده موسکات رمانی نوشته ایزاک باشویس سینگر است که در اصل به زبان ییدیش نوشته شده‌است. این اولین کتاب سینگر بود که به زبان انگلیسی منتشر شد. این کتاب را فریبا ارجمند ترجمه و نشر روزنه آن را چاپ کرده‌است.

## داستان
کتاب دربارهٔ انحطاط و سقوط خاندان موسکات است. ابن اتفاق با سومین ازدواج نابخردانه پدرسالار آغاز می‌شود و پس از مرگ او و بسیاری از فرزندانش به پایان می‌رسد. این رمان به صورت موازی، شخصیت‌ها و خط‌های داستانی بسیاری را در ارتباط با زندگی یهودیان در ورشو از سال ۱۹۱۱ تا اواخر دهه ۱۹۳۰ دنبال می‌کند.